# Пагани, Грегорио
Грегорио Пагани, Горо Пагани (итал. Gregorio Pagani, Goro Pagani; 14 июля 1559, Флоренция — 3 декабря 1605, Флоренция) — итальянский живописец позднего маньеризма, работавший в основном во Флоренции.

## Биография
Сын художника Франческо ди Грегорио и Елены Крочини. Изучал живопись самостоятельно между Флоренцией и Римом на произведениях Полидоро да Караваджо и Матурино, после пребывания в Риме он вернулся во Флоренцию в 1552 году.
Поступил учеником в мастерскую Санти ди Тито. Здесь Пагани встретил Лодовико Карди (Чиголи), с которым у него установились дружеские отношения, совершил вместе с ним поездку в Ареццо, изменил свой стиль, и разделил с ним в последние два десятилетия шестнадцатого века роль реформатора флорентийской живописи в направлении стиля барокко.
В 1576 году Грегорио пагани был принят в Академию рисунка во Флоренции, организованную в 1561 году Джорджо Вазари, для которой в 1578 году написал неизвестную картину с изображением «Жертвоприношения Ноя». В 1594 году был избран академиком и занимал различные академические должности до 1602 года.
Его первой творческой работой стала роспись фреской стен кьостро (внутреннего двора) монастыря Санта-Мария-Новелла во Флоренции в академическом стиле своего учителя. Известно также, что он написал картину «Святая Елена и поиски Истинного креста», размещавшуюся в церкви Санта-Мария дель Кармине (уничтожена пожаром1771 года), «Рождество Христа» для собора Санта-Мария-дель-Фьоре и «Мадонну с Младенцем, ангелами и святыми», хранящиеся в Муниципальной художественной галерее Читта-ди-Кастелло.
В последние годы жизни он тяжело болел, умер во Флоренции. Среди учеников художника были Кристофано Аллори и Маттео Росселли.

## Галерея

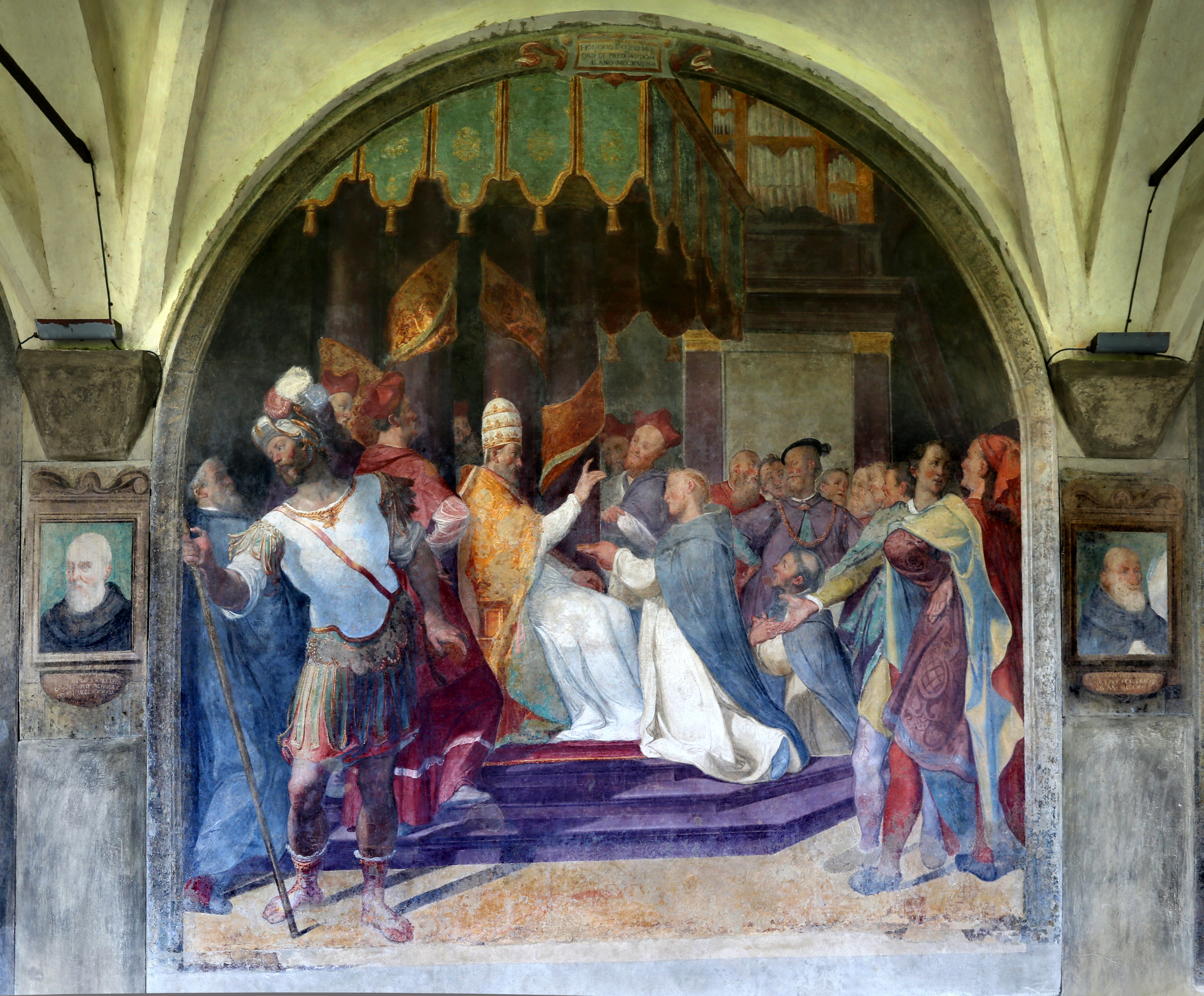
Папа Гонорий III подтверждает права доминиканского ордена. 1581—1584. Фреска большого кьостро монастыря Санта-Мария-Новелла во Флоренции
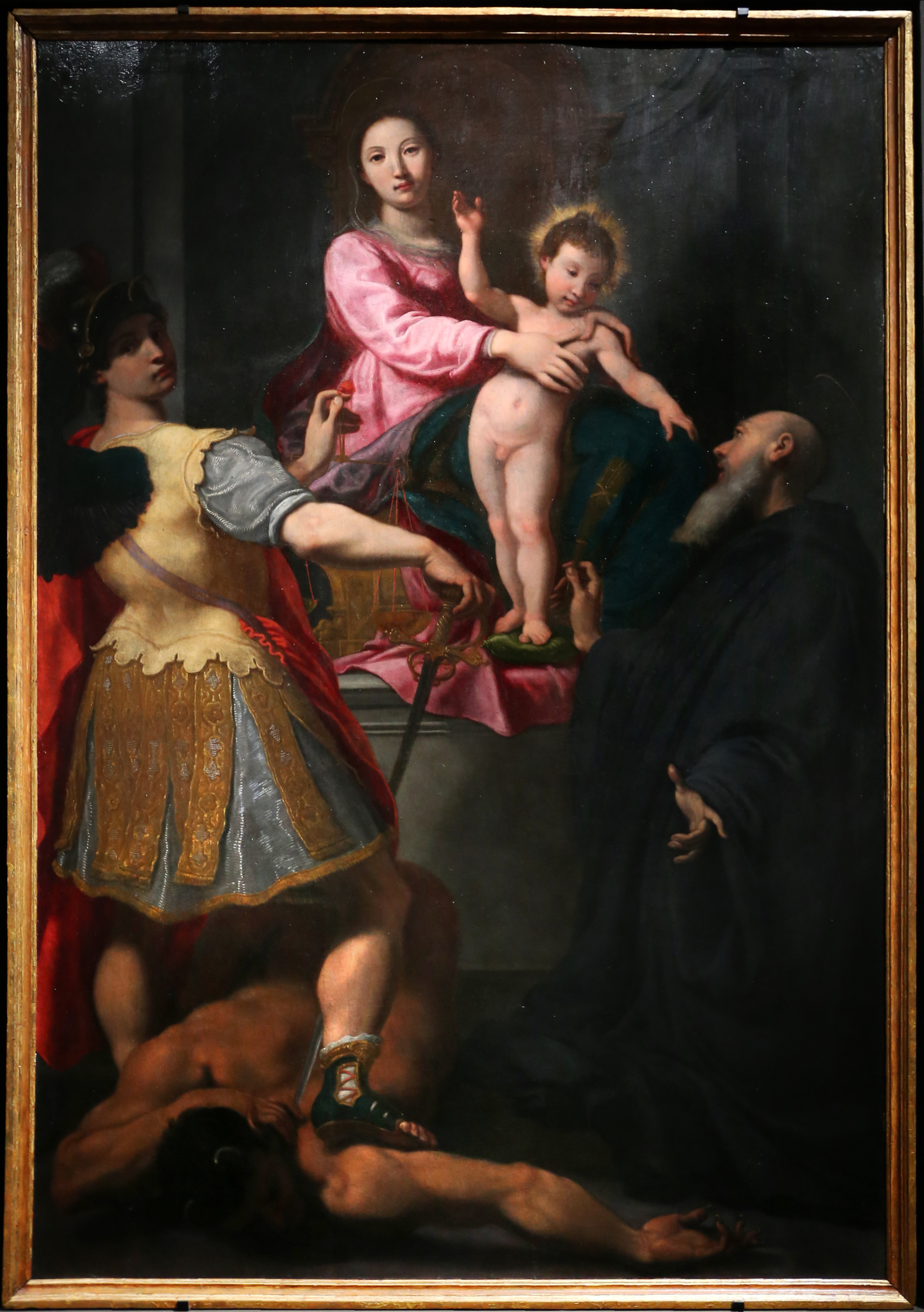
Мадонна на троне с Младенцем между Архангелом Михаилом и Св.Бенедиктом (Мадонна Террануова Браччьолини). 1595
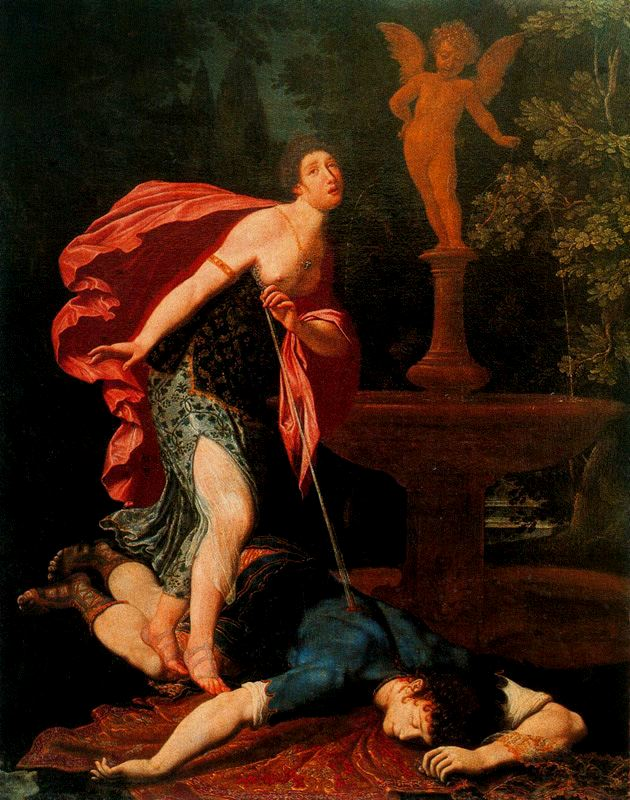
Пирам и Фисба. Ок. 1595 г. Холст, масло. Уффици, Флоренция
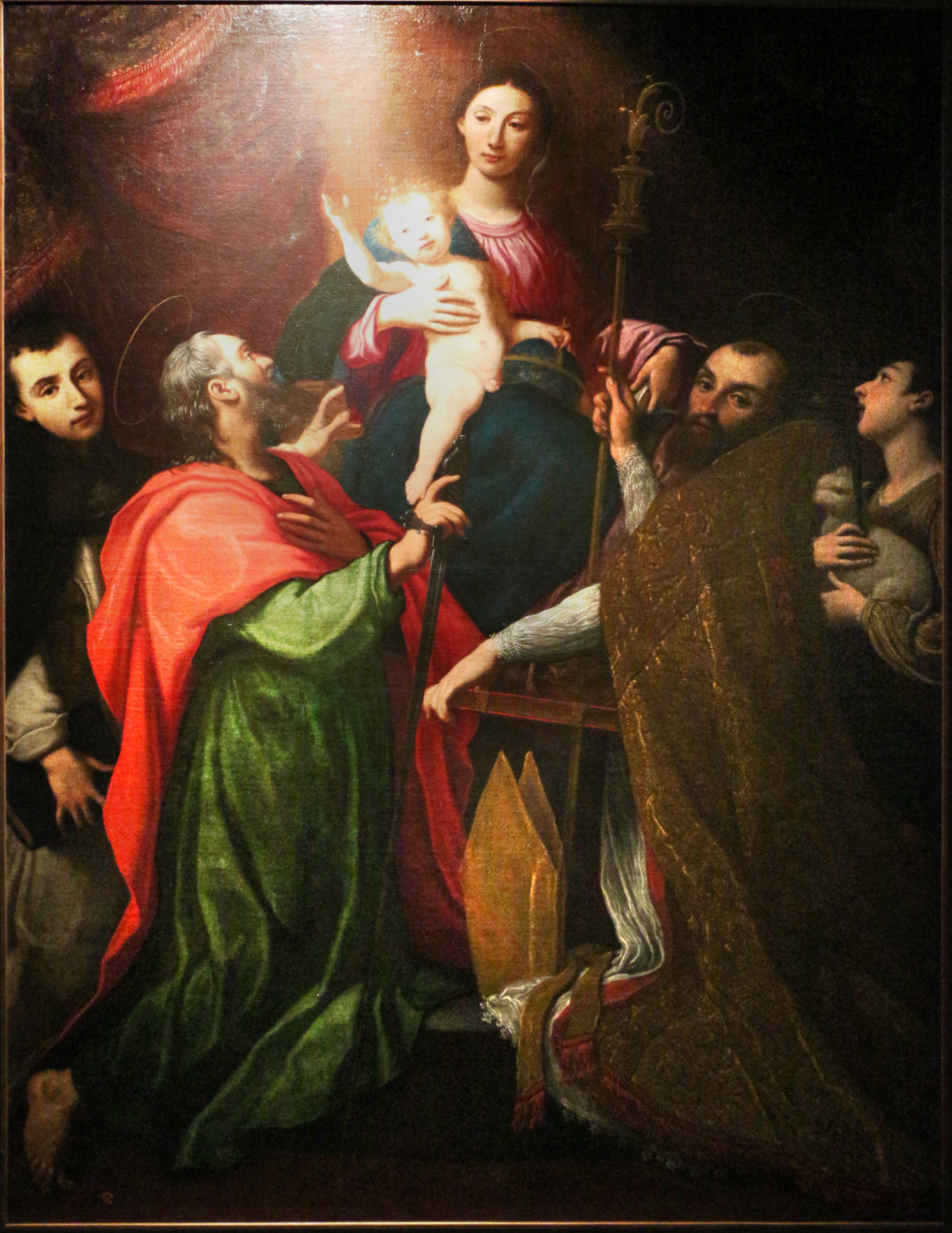
Мадонна на троне и святые. 1596. Холст, масло. Коммунальная пинакотека, Реканати
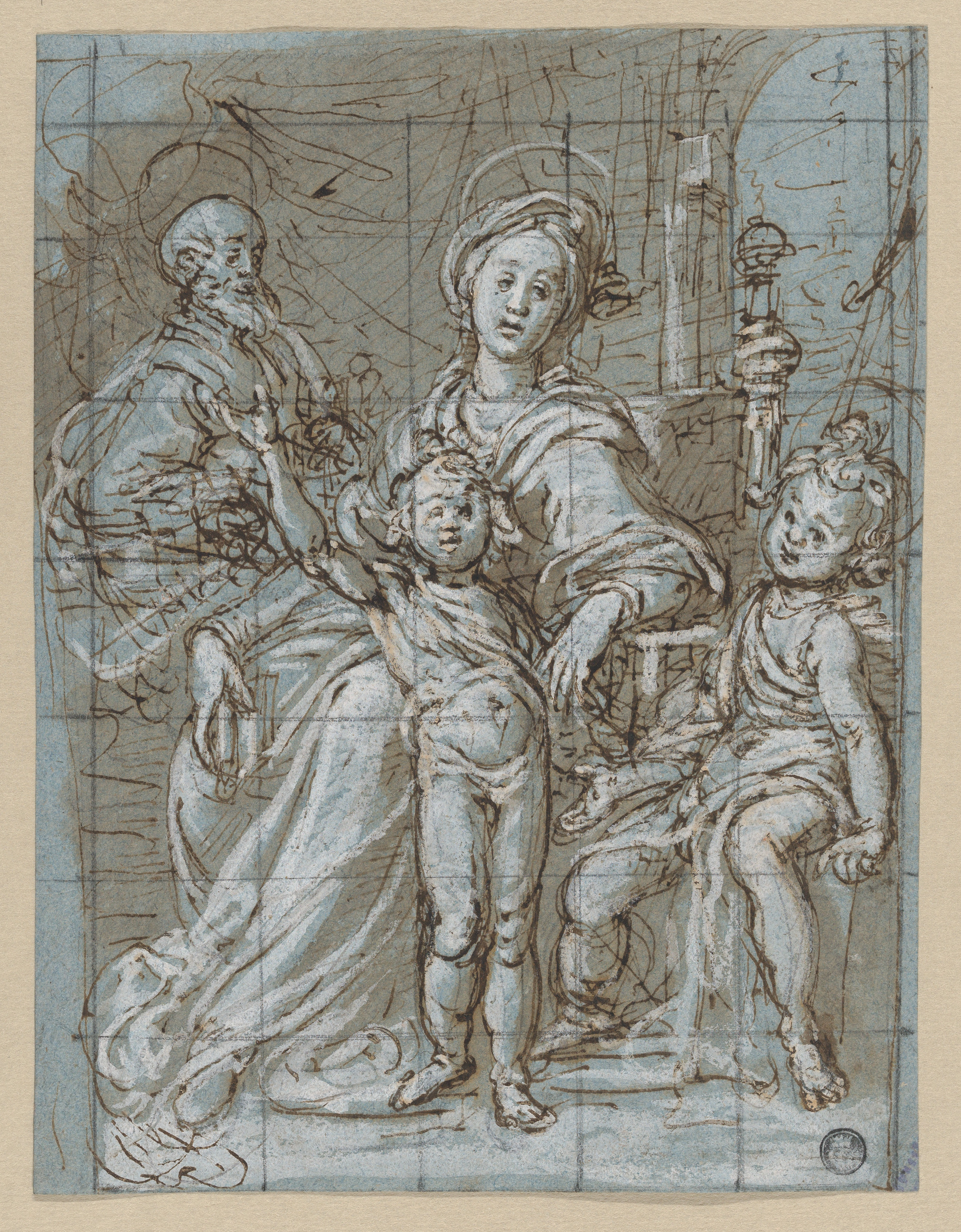
Святое Семейство с младенцем Иоанном Крестителем. 1590—1592. Синяя бумага, перо, коричневая тушь, чёрный мел, белила. Метрополитен-музей, Нью-Йорк